# МиГ-21
МиГ-21 (НАТО класификација ) је совјетски ловачки авион пресретач, друге генерације. Пројектован је и развијен у истраживачко-пројектном бироу ОКБ Микојан. У руском жаргону је популарно називан балалајка (због сличности са музичким инструментом), а код многих других оловка. Произведено је само у Совјетском Савезу 10.158 примерака, поред тога производио се у Чехословачкој, Индији и у Кини (још око 2.000 примерака). То је авион са турбомлазним мотором, који је у целој светској ваздухопловној историји имао најмасовнију серијску производњу, у тој категорији, а у периоду после Корејског рата и у односу на све остале авионе. Он је и рекордер по дужини трајања серијске производње, у многим варијантама, од 1959. до 1985. године. Користио се у преко 50 држава, а у некима је још увек у употреби и после 58 година од првог увођења у оперативну употребу.

## Развој
МиГ-21 је први совјетски ловац друге генерације, а касније варијанте се сврставају у трећу, што подразумева поред ватреног оружја, класичног бомбардерског наоружања, поседовање ракета кратког домета са самонавођењем и ракете средњег домета са полурадарским навођењем. У првој верзији (МиГ-21Е), био је изостављен топ, биле су само интегрисане ракете ваздух–ваздух, са IC самонавођењем. На време је закључено да је то погрешно и у новију верзију Миг-21Ф, уграђен је познати топ ГШ-23, са изванредним карактеристикама. То се касније показало као предност у борби са Фантомом, у Вијетнамском рату.
|                               |
| Три пројекције авиона МиГ-21. |

Развијен је као нужан одговор у трци у наоружању са западним војним блоком, у критичном периоду Хладног рата. Тадашњи ловачки авион МиГ-19 и ако је био светски рекордер у брзини, није био равноправан западним ловцима. Коришћена су проверена искуства у развоју традиционално супериорних ловачких авиона и умешно је са концепционим решењима ублажено заостајање у примени савремене технологије, у домену електронике, погона и врхунских материјала. На рачун скромнијег опремања и ношења мање количине горива, сачуван је повољан однос потисак / маса авиона и са одличним аеродинамичким карактеристикама одличне маневарске карактеристике, посебно у вертикалној равни. Дат је нагласак на стварање предности у блиској борби, што је било пресудно у супротстављању Фантому (који је без топа). Са ношењем мале количине горива, жртвована је аутономија лета (свега је 1,52–1,9 часова), али му је обезбеђена велика покретљивост и брзина пењања, што је повољно за пресретање непријатељских авиона. Због те особине је фигуративно називан и скакач.
Аеродинамичка шема и концепција змаја МиГ-21, показали су се као одлична основа за развој великог броја варијанти.
Његов развој има предисторију, још од раних 1950-их година, када је ОКБ Микојан завршио идејни пројекат и студију за прототип Ви-1, који је развијен 1954. године. Ово решење није задовољавало и направљен је репројекат у Је-2, па затим Је-4 са делта крилом који је полетео 16. јуна 1955. године, а касније је усавршен у Је-5. Овај прототип је јавно промовисан у Москви, у јулу 1956. године. То је била промоција совјетског успешног авиона, који се прославио са више посебности и са успешном употребом у многобројним земљама света. То је био лаки ловац пресретач, са релативно малим потиском мотора, а ипак упоредив са америчким и другим ловцима, као што су F-104 старфајтер, Нортроп F-5 и Мираж III.

## Производња
| Фабрика | Број примерака | Варијанта |
| Горки   | 5.278          | П, Р, Бис |
| Москва  | 3.203          | за извоз  |
| Тбилиси | 1.677          | УС, У, УМ |

Резултати испитивања у лету су показали да је Је-5 бржи и окретнији, те је на крају и изабран за производњу, као серијски стандрд. То је било изненађење с обзиром на чињеницу да је исти имао доста проблема током свог развоја. Развијена су и нова три прототипа са ознаком Је-6, који су требало да буду коришћени за испитивање нових, поузданијих и снажнијих мотора Р-11 F-300 од својих претходника. Први лет, овог прототипа, је био 20. маја 1958. године, са пробним пилотом Владимиром Нефиедовом. Је-6 је демонстрирао свој квалитет кад је без проблема постигао М = 2, у хоризонталном лету. После осам дана, након овог успеха, изгубљен је овај авион и том приликом је погинуо пробни пилот Владимир Нефиедов. Проблем је настао у отказу мотора у току лета. Са одговарајућим модификацијама повећана је поузданост рада мотора и почела је серијска производња авиона МиГ-21.
Претпоставља се да је укупно произведено око 10.158 примерака МиГ-21 само у Совјетском Савезу, а у Чехословачкој, Индији и Кини око 2.000 примерака.
Производили су се у три фабрике: ГАЗ 30 у Москви, ГАЗ 20 у Горком и у ГАЗ 31 у Тбилисију. Фабрика у Горком је производила само двоседе за СССР, у Москви једноседе за извоз, а у Тбилисију једноседе и двоседе за обе потребе. Извиђачка верзија МиГ-21Р и МиГ-21бис, производили су се такође у Горком за обе потребе.

## Технички опис
МиГ-21 је са нормалном аеродинамичком шемом, троугластим крилом и целообртним хоризонталним репом. Основна структура је грађена од алуминијумске легуре, међусобно везивање елемената и подсклопова је закивањем. Труп је полумонокок конструкције са четири уздужника. Усисник је на предњем дела трупа, тип пито, са променљивим доводом ваздуха помоћу осносиметричног аксијално померљивог копља. У његов предњи део, уграђен је радар (на првим верзијама и даљиномер). Струјање ваздуха у усиснику се дели на два канала, који обилазе кабину, а затим се поново спајају у један канал, све до уласка у мотор. У предњем делу трупа, испред кабине, смештена је авионска опрема. За ту намену, на поду кабине се налази још један одељак. У задњем делу трупа је контејнер за смештај кочног падобрана ПТ-21УК, тповршине од 16 m². Постављање и скидање мотора је олакшано преко оперативних конектора.
На труп авиона су интегрисане три површине аеродинамичких кочница, две полубочно напред и једна задња испод трупа. Са њиховим извлачењем, испуњени су услови постизања успорења  и промена уздужног трима авиона < 0,5°. Принцип уградње аеродинамичких кочница приказан је на горњој илустрацији, десно.
Стајни органи су типа трицикл. Главне ноге су са једним пнеуматским точком са профилом 500 х 180 mm, са диск кочницама и плочицама пресованих од метала и керамике. Носачи ногу су од челика 30ХГСНА.

### Крило
Миг-21 је са делта крилом, са углом стреле нападне ивице од 57° са симетричним аеропрофилом ЦАГИ С-12, пројектованим за надзвучне брзине. Дебљина аерофила у корену крила је 4,2%, а на крају 2,5% (геометријско витоперење). Угао уградње крила је од 0°, а угао диједра -2°. На крајевима излазне ивице су крилца (аилерони) са површином од 1,18 m². На унутрашњем делу излазне ивице су закрилца, са површином од 1,87 m², која се отклањају при полетању на 25° и на слетању на 45°. На нападној ивици су мала преткрилца.

### Кабина
Кабина је херметична, са проветравањем. Заптивање је реализовано са премазима од посебних синтетичких материја. Снабдева се ваздухом помоћу компресора, аутоматском регулацијом температуре и притиска. Поклопац кабине је од плексигласа са експлозивном врпцом за распрскавање у случају катапултирања пилота са седиштем. За случај отказа система за распрскавање поклопца или система за катапултирање, поклопац може механички одбацити. Предње стакло је непробојно и штити пилота од метака и шрапнела. Изглед поклопца кабине је приказан на горњој илустрацији.
У првој партији производње авиона МиГ-21Ф-13, користило се избациво седиште са МиГ-19, у каснијим је интегрисано савршеније, испуњавањем услова напуштања авиона до брзине лета од 1.100 km/h и изнад висине 110 m. Због мале поузданости тога седишта МЗ, исто је замењено са КМ-1, класичне конструкције.

Кабина авиона МиГ-21 је класична са класичним показивачко–управљачким системом, размештеним на инструменталној табли.
|                                                        |  |  |
| Изглед поклопца и чеоног стакла кабине, авиона МиГ-21. |  |  |

### Команде лета
| Мотор                 | Верзија                | Потисак [kN] базни / са допунским |
| Р-11Ф-300 (37Ф)       | Ф, F-13, У             | 38,2 / 53,4                       |
| Р-11Ф2-300 (37Ф2)     | F-13, КЦ, ФЛ           | 38,7 / 60,0                       |
| Р-11Ф2С-300 (37Ф2С)   | КЦ, ПФС                | 38,2 / 60,6                       |
| Р-11Ф2СК-300 (37Ф2СК) | МФ                     | 38,2 / 60,6                       |
| Р-13 (95)             | М, МФ, РФ, СМ, СМТ, УМ | 39,9 / 63,7                       |
| Р-25 (25)             | бис                    | 40,2 / 69,6                       |

Систем команди лета авиона на авиону МиГ-21 је хибридни, комбинација механике, хидраулике и електронике. Код примарних команди за хоризонтални реп, крилца и вертикалну крму, преноси си се командни сигнал од палице / педала помоћу кинематских полуга. За хоризонтални целообртни реп до уласка у разводник хидрауличког покретача БУ-51МС, са неповратним дејством, а за крилца до Бу-45А. У случају да хидропокретач откаже, исти је постаје део полужног–кинематског система и преноси командни сигнал механичким принципом. Команда вертикалне крме је класична, механичка.
МиГ-21 поседује аутопилот око „x“ и „y“ оса са функцијом пригушења, одржања нагиба око „x“ осе и враћања авиона из неправилног у правилан положај. Сигнали за улаз извршења ових функција долазе из рачунара САУ-23ЕСН и спроводе се у електричне предпокретаче РАУ-107А-К, који реализују допунске улазе, ограниченог ауторитета, у разводнике у хидропокретача. Ауторитет аутопилота, изражен преко величине отклона, за крилца је + / - 3°, а за хоризонтални реп + / - 1°.
Пилот своју жељу саопштава преко померања палице / педала. На палици нема силе супротстављања, зато што је отпор за померање разводника хидропокретача минималан, на педалама је нормално (природно) супротстављање од шарнирног момента вертикалног крмила. Да би се пилоту сачувала информација, преко силе опирања покрету палице, на исту се повезују симулатори силе (опружни механизми), за управљање са хоризонталним репом АРУ-3В.
Двокоморне хидрауличке покретаче напајају два равноправна хидросистема (сваки по једну комору-цилиндар), а у случају њиховог истовременог отказа, укључује се помоћни, напајан електро пумпом за хидро уље, за повратак у базу и слетање.

### Мотор
Мотор са допунским сагоревањем P-13Ф-300 или F-25-300, претрпио је више разних модификација. Потисак мотора Р-ИФ-300 је 38,1 / 56,3 kN, масе од 1.182kg, специфичне потрошње 0,94 / 2,18, вишевратилни, двостепеним компресором и двостепеном турбином. Мотор је са аутоматском регулацијом одржавања задатог режима рада.
Гориво је смештено у 12 или 13 меких резервоара у трупу (зависно од варијанте) и у интегралне у крилу.

### Карактеристике
| Параметри                              | МиГ-21Ф-13                                            | МиГ-21М                                                    | МиГ-21МФ                                                      | МиГ-21СПС-К              |
| Дужина []                              | 15,76                                                 | 15,76                                                      | 15,76                                                         | 13,85                    |
| Размах []                              | 7,15                                                  | 7,15                                                       | 7,15                                                          | 7,15                     |
| Висина []                              | 4,10                                                  | 4,12                                                       | 4,12                                                          | 4,13                     |
| Површина крила []                      | 22,95                                                 | 23,00                                                      | 23,00                                                         | 22,95                    |
| Виткост крила                          | 2,23                                                  | 2,22                                                       | 2,22                                                          | 2,23                     |
| Специфично оптерећење крила []         | 217 – 376                                             | 259 – 409                                                  | 261 – 409                                                     | ? – 339                  |
| Маса празног []                        | 4.980                                                 | 5.950                                                      | 6.000                                                         | –                        |
| Нормална полетна маса []               | –                                                     | –                                                          | 8.200                                                         | –                        |
| Максимална полетна маса []             | 8.625                                                 | 9.400                                                      | 9.400                                                         | 7.775                    |
| Гориво, [литара]                       | –                                                     | –                                                          | 2.650 – 4.070                                                 | –                        |
| Максимална брзина []                   | 2.178 / –                                             | 2.230 / –                                                  | 2.230 / 1.300                                                 | 2.175 / –                |
| Брзина крстарења []                    | 1.100                                                 | –                                                          | 1.200                                                         | –                        |
| Брзина слетања []                      | 260 до 270                                            | –                                                          | 280                                                           | –                        |
| Брзина пропадања при планирању []      | 130                                                   | –                                                          | 180                                                           | 210                      |
| Практични плафон []                    | 17.500                                                | 18.500                                                     | 19.000                                                        | 19.900                   |
| Долет []                               | 1.640                                                 | 1.800                                                      | 1.100 – 1 800                                                 | 1.370                    |
| Стаза полетања []                      | 800                                                   | –                                                          | –                                                             | –                        |
| Број чланова посаде                    | један                                                 | један                                                      | један                                                         | један                    |
| Наоружање                              | Топ 30НК Невођене ракете Бомбе ИЦ самонавођене ракете | Топ ГШ-23 4 х ракете в–в 4 х ракете УБ-16 4 х бомбе до 500 | Топ ГШ-23 4 х ракете в–в Р-60 4 х лансера 128 2 000 наоружања | Топ ГШ-23 2 х ракете в–в |
| Мотор Тумански                         | Р-11Ф-300                                             | Р-11Ф-2-С-300                                              | Р-13-300                                                      | Р-11Ф-2-С-300            |
| Потисак (базни / са допунским саг.) [] | – / 57,48                                             | 38,30 / 60,60                                              | 40,30 / 60,70                                                 | 42,25 / 56,40            |
| Однос потисак / маса авиона            | 0,68 – 1,18                                           | 0,66 – 1,04                                                | 0,66 – 1,03                                                   | 0,74 – ?                 |

## Верзије
Масовна производња и употреба авиона МиГ-21, резултат је компромисних задовољавања потреба педесетак земаља, које су се често разликовале. Са друге стране чувана је актуелност авиона МиГ-21, у временском периоду од неколико деценија, до развоја стандарда 3. генерације. То се могло испунити само на доброј основи почетног концепта, из чега је и произашао оволики број верзија:
- Је-2 (НАТО ознака: „“): Прототип са стреластим крилом.
- Је-4 : Први прототип са делта крилом.
- Је-5 (НАТО ознака: „“): Прототип за испитивање конфигурације делта крила.
- Је-6: Три авиона за испитивање за дефиницију стандарда серијског авиона.
- МиГ-21: Прва серија ловаца.
- МиГ-21Ф (НАТО ознака: „“): Ловац, једносед за дневне летове (произведено 40 примерака). Носио је 2 260 литара горива у шест интегралних спремника. Авион је покретао турбо-млазни мотор са 57,48 kN потиска. Био је наоружан са два топа од 30 mm и могао је понети две бомбе до 500 kg.
- Је-50: Прототип са стреластим крилом.
- Је-66: Једносед израђен за постизање светског рекорда у брзини.
- Је-66А: Намењен за постизање рекорда постизања висине лета.
- Је-66Б:
- Је-76:
- Је-150: Прототип пресретача, основа за МиГ-21.
- Је-152 (НАТО ознака: „Flipper“): Већи од МиГ-21, постигао је три светска рекорда.
- МиГ-21Ф-13 (НАТО ознака: „“): Једносед кратког долета предвиђен за летове по дану. Прва је верзија, која је имала масовну производњу. Опремљен је са турбо-млазним мотором. Био је наоружан са две ракете ваздух-ваздух и са једним топом од 30 mm.
- МиГ-21ФЛ: Верзија за извоз. Производио се и у Индији као „Type 77“.
- МиГ-21И (НАТО ознака: „Analog“): Експериментална варијанта за дефиницију крила, намењеног за надзвучни Тупољев Ту-144.[17]
- МиГ-21СПС: источно-немачка верзија.
- МиГ-21П (НАТО ознака: „“): Ловац, пресретач, једносед.
- МиГ-21ПФ (НАТО ознака: „“): Ловац, једносед, опремљен радаром РП21 сапфир.
- МиГ-21ПФ (СПС) (НАТО ознака: „Fishbed-E“)

- МиГ-21ПФМ (НАТО ознака: „“): Једносед са новијим радарским системом и јачим мотором.
- МиГ-21ПФС (НАТО ознака: „“): Једносед са новијим радарским системом и јачим мотором.
- МиГ-21 (НАТО ознака: „Fishbed-G“): Пробни авион, намењен за кратко полетање и слетање.
- МиГ-21Р (НАТО ознака: „“): Авион једносед намењен за тактичко извиђање, настао од МиГ-21ПФМ.
- МиГ-21РФ (НАТО ознака: „“): Авион једносед намењен за тактичко извиђање, настао од МиГ-21МФ.
- МиГ-21С (НАТО ознака: „“): Ловац, пресретач, једносед са спољним спремником за топ, за индијско ратно ваздухопловство.
- МиГ-21СМ: Борбени пресретач, једносед са турбо-млазним мотором Тумански Р-13.
- МиГ-21ПФВ: Верзија за велики плафон лета.
- МиГ-21М: Извозна верзија са турбо-млазним мотором Тумански Р-13, производио се у Индији по лиценци.

- МиГ-21МФ: Извозна верзија са турбо-млазним мотором Тумански Р-13.
- МиГ-21МФ (НАТО ознака: „“): Ловац, једносед, опремљен РП-22 радаром, са турбо-млазним мотором Тумански Р-13-300.
- МиГ-21МФ-Р: Након што је 1995. бугарско ратно ваздухопловство повукло МиГ-21Р из употребе, група инжењера је модификовала авион, интегрисали су додатни спољни контејнер са опремом за извиђање.
- МиГ-21СМТ (НАТО ознака: „Fishbed-K“): вишенаменска ловачка верзија, са турбо-млазним мотором Тумански Р-13 и са повећаном количином горива.

- МиГ-21бис (НАТО ознака: „“): Вишенаменска ловачка верзија, једносед, способан и за дејства по циљевима на земљи. Завршна је верзија у производњи. Покреће га турбо-млазни мотор Тумански Р-25-300. Спремници горива су капацитета од 2.880 литара. Са посебним накнадним сагоревањем мотори могу краткотрајно повећати потисак од 71 до 99 kN, у трајању до три минуте. Убрзање од 600 km/h до 1.100 km/h постиже за 18 секунди. Брзина пењања му је 225 m/s.
- МиГ-21бис (НАТО ознака: „“): Вишенаменска ловачка верзија, једносед, способан и за дејства по циљевима на земљи.[18]
- МиГ-21У (НАТО ознака: „“): Авион за обуку са два седишта, један иза другог.
- МиГ-21УС (НАТО ознака: „“): Авион за обуку са два седишта.
- МиГ-21УТ: Авион за обуку са два седишта.
- МиГ-21УМ (НАТО ознака: „“): Авион за обуку са два седишта, настао од МиГ-21МФ.
- МиГ-21-93 Бисон: Побољшана верзија намењена ваздухопловним снагама Индије.
- МиГ-21 Ланцер: Побољшана верзија за румунско ратно ваздухопловство. Модификацију су направили „“ и „“.
- МиГ-21МФН: Побољшана верзија намењена чешком ратном ваздухопловству (навигацијска опрема и комуникацијски систем прилагођен НАТО стандардима)
- МиГ-21-2000: Авион једносед „за 21. век“ израђен за извоз.

## Корисници[19]
| - Авганистан - Азербејџан - Алжир - Ангола - Белорусија - Бугарска - Вијетнам - Гвинеја - Гвинеја Бисао - Грузија - Египат - Етиопија - Замбија | - Индија - Ирак - Јемен - Јерменија - СФРЈ - СР Југославија - Камбоџа - Куба - Лаос - Либија - Мадагаскар - Мали - Монголија - Нигерија - Пољска | - Чешка - Република Конго - Румунија - Северна Кореја - Сирија - Словачка - Србија - Србија и Црна Гора - Судан - Уганда - Хрватска | МиГ-21 у свету. — Тренутна употреба, —–– Бивша употреба, |

## Оперативна и борбена употреба
МиГ-21 је учествовао у више локалних сукоба од којих је свакако најзначајнији Вијетнамски рат. И поред одличних карактеристика северно-вијетнамски пилоти су се радије опредељивали за МиГ-19 због јачег и поузданијег топовског наоружања (3 топа од 30 mm наспрам 2 неефикасне ракете К-13 прве генерације). Захваљујући делта крилу МиГ-21 је био први совјетски авион који је могао да истовремено обавља и улогу ловца и улогу пресретача. МиГ-21 је лаки ловац који постиже брзину, адекватну 2 Маха, иако са релативно слабим турбомлазним мотором, а по карактеристикама се може упоредити са америчким F-104 Старфајтером (F-104 Starfighter) и француским Мираж III.
Такође, интензивно је коришћен на Блиском истоку у сукобима 1960—70-их година од стране ратних ваздухопловстава Египта, Сирије и Ирака, а против Израела. Међутим, са увођењем у наоружање израелског ратног ваздухопловства америчког ловца-бомбардера F-15 игл (енгл. F-15 Eagle) крајем седамдесетих година, МиГ-21 је тотално декласиран.
Учествовао је и на почетку сукоба у Авганистану али је веома брзо замењен са новијим авионима 3. генерације МиГ-23 и МиГ-27.

### У распаду Југославије
У периоду од 1962. године до почетка 80-их, Југославија је купила 216 авиона МиГ-21.
У раним фазама међуетничких сукоба у Југославији од 1991. до 1995. Југословенска народна армија је користила МиГ-21с за дејства ваздух–земља, у периоду док сепаратистичке снаге нису располагале са ваздухопловним снагама. Авиони из ваздухопловних база у Словенији, Хрватској и Босни и Херцеговини су се предислоцирали у ваздухопловне базе у Србији и Црној Гори. Детаљна евиденција показује најмање седам оборених авиона Миг-21 од локалних снага у Хрватској и Босни. Обарани су са ракетама земља–ваздух (Стингер и Стрела-2). МиГ-21, са којим је пилотирао Емир Шишић, оборио је хеликоптер Европске уније, 7. јануара 1992. године.
Хрватске снаге су поседовале три авиона МиГ-21, један преко пребега пилота, официра ЈНА хрватске националности, 1992. године. Овај авион је уништен у борбеним сукобима, а остала два грешком од сопствених снага.
Не поштујући ембарго, на увоз оружја у све делове бивше Југославије, Хрватска је купила 40 примерака авиона МиГ-21 од Немачке, од којих је ушло у оперативну употребу око 20. Ови авиони су коришћени у акцијама Бљесак и Олуја.
Током НАТО агресије је уништено 33 примерка авиона МиГ-21, углавном на земљи.
Србија је користила МиГ-21Бис све до 2015. године, а 2021. године је повучен из употребе МиГ-21УМ, чиме је овај тип авиона после 59 година повучен из употребе.

### Базирање авиона МиГ-21
Југославија је била дугогодишњи корисник авиона МиГ-21. Први авиони МиГ-21 уведени су у наоружање ЈРВ почетком 1962. године.
Југословенско ратно ваздухопловство је набавило и увело у оперативну употребу 216 авиона МиГ-21 у неколико варијанти: 
- МиГ-21Ф-13 (Л-12)[в]
- МиГ-21У (НЛ-12М)
- МиГ-21ПФМ (Л-14)
- МиГ-21УС (НЛ-14)
- МиГ-21Р (Л-14И)
- МиГ-21М (Л-15)
- МиГ-21МФ (Л-15М)
- МиГ-21УМ (НЛ-16)
- МиГ-21бис (Л-17)
- МиГ-21бисK (Л-17K)

Распоред авиона МиГ-21 у базама ЈРВ
- 204 ловачко-авијацијски пук, Батајница. 126., 127. и 128. ловачка ескадрила.
- 117 ловачко-авијацијски пук, Жељава. 124., 125. ловачка и 352. извиђачка ескадрила.
- 83 ловачко-авијацијски пук, Слатина. 123., 130. ловачка ескадрила.
- 204 ловачко-бомбардерски авијацијски пук, Пула. 129. ловачка ескадрила.
- 129 центар за обуку, Батајница.